# Тритичинкова върба
Тритичинковата върба (Salix triandra) е растителен вид от семейство Върбови. Представлява храст или ниско дърво (до 10 m височина).
Тритичинковата върба е разпространена в почти цяла Европа и в Централна и Западна Азия. Расте край реки и потоци на надморска височина до 1500 m.
Във Великобритания е открита разновидност на тритичинковата върба – Salix triandra var. hoffmanniana, при която клоните са по-гъсти, а височината ѝ рядко надвишава 4 метра. С Salix viminalis образува хибрида Salix × mollissima.